# Pichit Kesaro
Pichit Kesaro (thailändisch พิชิต เกสโร, * 15. März 1987 in Chanthaburi) ist ein thailändischer Fußballspieler.

## Karriere
Seinen ersten Vertrag unterschrieb Pichit Kesaro 2007 beim Erstligisten Bangkok Bank FC. Hier spielte er bis 2008. Im Anschluss wechselte er zum Ligakonkurrenten Pattaya United nach Pattaya. 2010 ging er in die zweite Liga und schloss sich dem Raj-Pracha FC an. Nach nur einem Jahr wechselte er 2011 zum Erstligisten TOT SC nach Bangkok. Für TOT spielte er 21 Mal. 2014 zog es in den Süden, wo er einen Vertrag beim Erstligisten Songkhla United FC unterschrieb. 2015 ging er wieder nach Bangkok, wo er sich Army United anschloss. 2016 wechselte er zum Erstligisten Bangkok Glass. Ende 2018 musste er mit dem Klub den Weg in die zweite Liga antreten. Mitte 2019 verpflichtete ihn der in der Thai League spielende Nakhon Ratchasima FC für den Rest der Saison. Der Zweitligist Samut Sakhon FC aus Samut Sakhon nahm ihn ab Anfang 2020 unter Vertrag. Nach sechs Monaten verließ er Samut Sakhon und schloss sich in Ayutthaya dem Ligakonkurrenten Ayutthaya United FC an. Bei Ayutthaya stand er bis Saisonende 2020/21 unter Vertrag. Für Ayutthaya absolvierte er 29 Zweitligaspiele. Im August 2021 wechselte er nach Sisaket zum Zweitligaabsteiger Sisaket FC. Mit Sisaket spielte er in North/Eastern Region der Thai League 3dritten Liga. Am Ende der Saison wurde er mit dem Verein Vizemeister der Region. In den Aufstiegsspielen zur zweiten Liga konnte man sich nicht durchsetzen. Im Juli 2022 ging er in die zweite Liga, wo er sich seinem ehemaligen Verein Ayutthaya United anschloss. Für den Verein aus Ayutthaya bestritt er 19 Zweitligaspiele. Nach der Saison wurde sein Vertrag im Sommer 2023 nicht verlängert. Die Saison 2024 spielte er in der Thailand Semi-Pro League, der vierten Liga des Landes. Die Saison begann Ende Februar 2024 und endete Ende April 2024. Hier kam er achtmal für den Ubon Poly United FC zum Einsatz. Im Juli 2024 nahm ihn der Zweitligist Kasetsart FC unter Vertrag.